# Landeryd
Landeryd is een plaats in de gemeente Hylte in de provincie Hallands län en in het landschap Småland in Zweden. De plaats heeft 372 inwoners (2005) en een oppervlakte van 80 hectare.

## Verkeer en vervoer
In de buurt van de plaats lopen de Riksväg 26 en Länsväg 153.
De plaats heeft een station aan de spoorlijn Halmstad - Nässjö.
Hyltebruk · Torup · Unnaryd · Rydöbruk · Landeryd · Kinnared · Brännögård · Drängsered · Fröslida